# Rio Itinga
Rio Itinga är ett vattendrag i Brasilien.   Det ligger i delstaten Minas Gerais, i den sydöstra delen av landet, 700 km öster om huvudstaden Brasília.
I omgivningarna runt Rio Itinga växer huvudsakligen savannskog. Runt Rio Itinga är det glesbefolkat, med 18 invånare per kvadratkilometer.